# Choe Pu-il
Choe Pu-il (también conocido como Choi Bu-il; Hamgyŏng del Norte, 1944) es un militar norcoreano.
Desde febrero de 2013 es jefe del Ministerio de Seguridad Popular de Corea del Norte.

## Biografía
Nació en Heoryong, en la provincia de Hamgyŏng del Norte. Se graduó de la Universidad Kim Il-sung y se convirtió en un oficial militar de carrera que llegó al puesto de subjefe del personal general del Ejército Popular de Corea.
Fue ascendido a general en septiembre de 2010. Posteriormente fue degradado a coronel general, pero se le otorgó la vicepresidencia de un comité deportivo nacional presidido por Jang Song-thaek, tío de Kim Jong-un.
En febrero de 2013, Kim Jong-un lo designó al frente del ministerio de Seguridad Popular (encargado de la seguridad y orden público interior), reemplazando al general Ri Myong-su, que ocupaba el cargo desde abril de 2011.
En julio de 2016, recibió sanciones del gobierno de los Estados Unidos, junto con otros funcionarios norcoreanos.